# Talent scout
Il talent scout è una figura professionale che lavora come collaboratore di una società sportiva, seguendo le partite delle altre società per osservare ed individuare dei nuovi giocatori talentuosi. In America del Nord lavorano per incarico del club professionistico oppure quello della lega, nel caso dell'NBA. Nel calcio europeo tutti i club professionistici hanno i propri scout che osservano i campionati, in particolare le serie minori e giovanili, sia dell'Europa che di tutto il mondo.
Il termine è utilizzato anche per identificare gli scopritori di nuovi personaggi musicali o artisti in generale dotati di qualità nel mondo dello spettacolo.